# Ehrenkette von Albanien
Die Ehrenkette von Albanien wurde am 3. Dezember 1925 gestiftet und ausschließlich an Staatsoberhäupter verliehen. Einziger albanischer Träger war König Zogu I. von Albanien.
Die Kette hat folgendes Aussehen: In der Mitte zwei gekreuzte, gestürzte goldene Schwerter, die zwei Kettenglieder miteinander fest verbinden, welche sonst durch kleine Kettchen zusammenhängen. Diese Kettenglieder sind aus zwei gekreuzten goldenen Lorbeerzweigen gebildet, die in der Mitte mit einem silbernen fünfstrahligen Stern belegt sind. Auf beiden Seiten schließt sich ein goldener rotemaillierter Doppeldrache an, dessen Kopf nicht emailliert ist. Danach folgen wieder je zwei Lorbeer-Stern-Glieder usw. Die Kette enthält insgesamt 14 Sterne auf den Lorbeerzweigen und sieben Doppeladler.
In der Mitte zwischen den gekreuzten Schwertern hängt ein silberner fünfstrahliger Stern und daran ein goldener, schwarzemaillierter Doppeladler mit goldenen Köpfen und Klauen. Mittig auf der Brust ist ein dunkelrot emaillierter Wappenschild zu sehen, der den goldenen Helm des Skanderbeg vor drei gekreuzten Kanonenrohren und vier Fahnen zeigt.